# Velebudice
Velebudice (německy Welbuditz) je místní část statutárního města Mostu ležící v nadmořské výšce 252 metry. Jedná se o průmyslovou zónu rozkládající se v jižní části města, která je od sídliště Výsluní oddělena obchvatem – Pražskou ulicí (silnice I/27). Vesnice zanikla v sedmdesátých letech 20. století.

## Název
Název vesnice je odvozen ze jména osoby ve významu ves lidí Velebudových. V historických pramenech se jméno objevuje ve tvarech: Welebudici (1227), Welboditz (1350), ve vsi Wlebudiczych (1507), Welwucz (1626), Welbuditz a Velbice (1654) a Wellbuditz nebo Welbutitz (1846).

## Historie

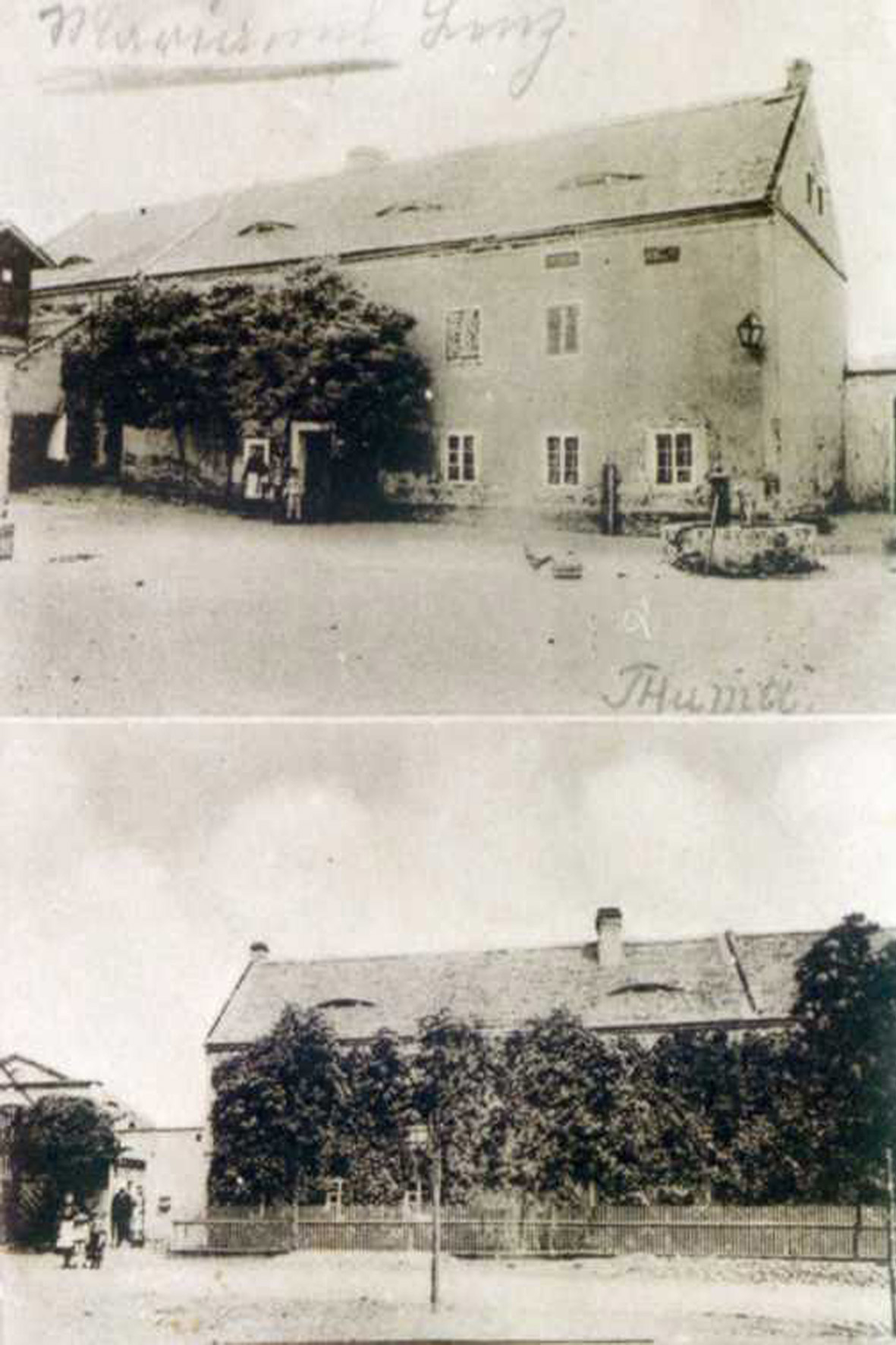
Pohled na staré Velebudice

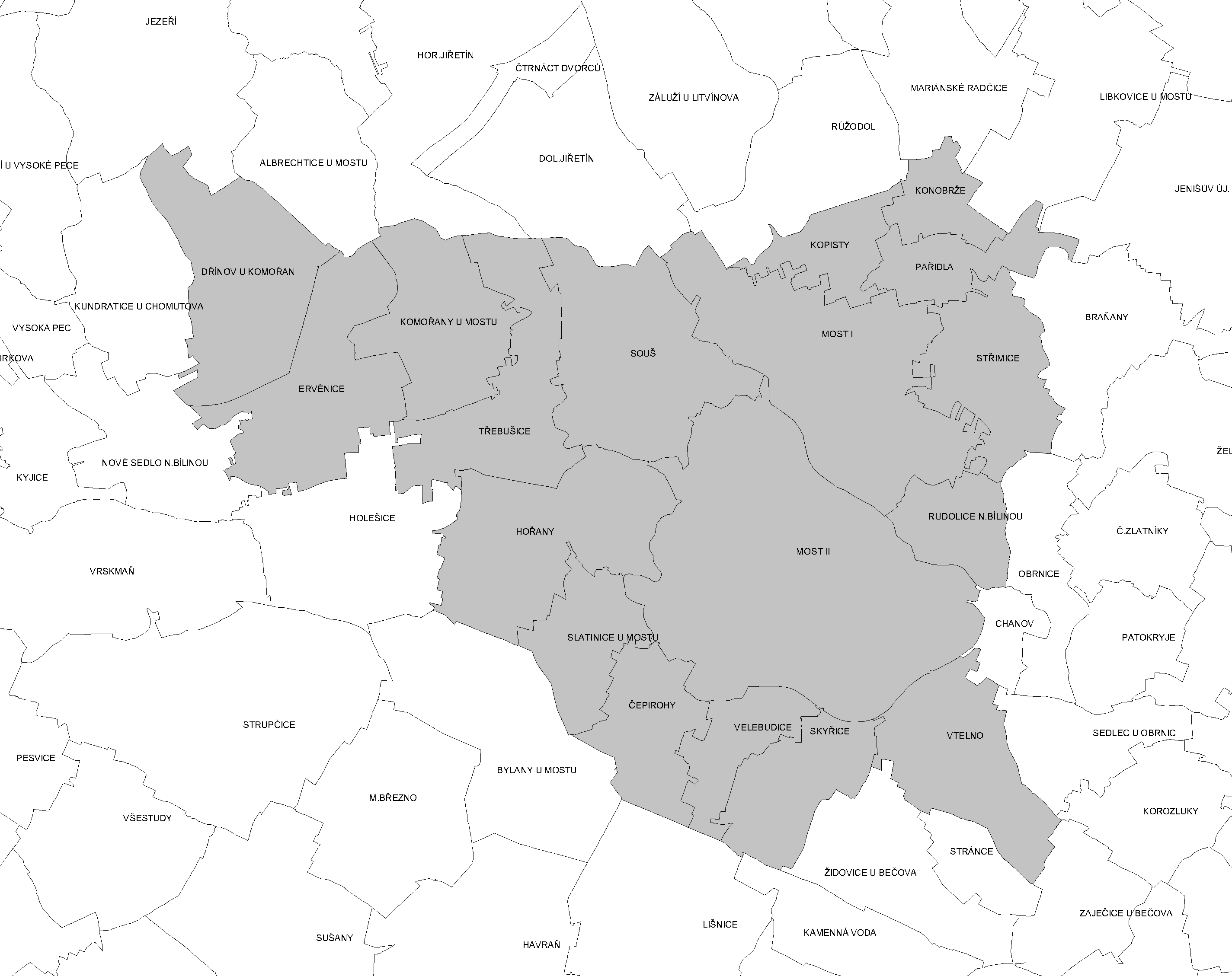
Katastrální území Mostu

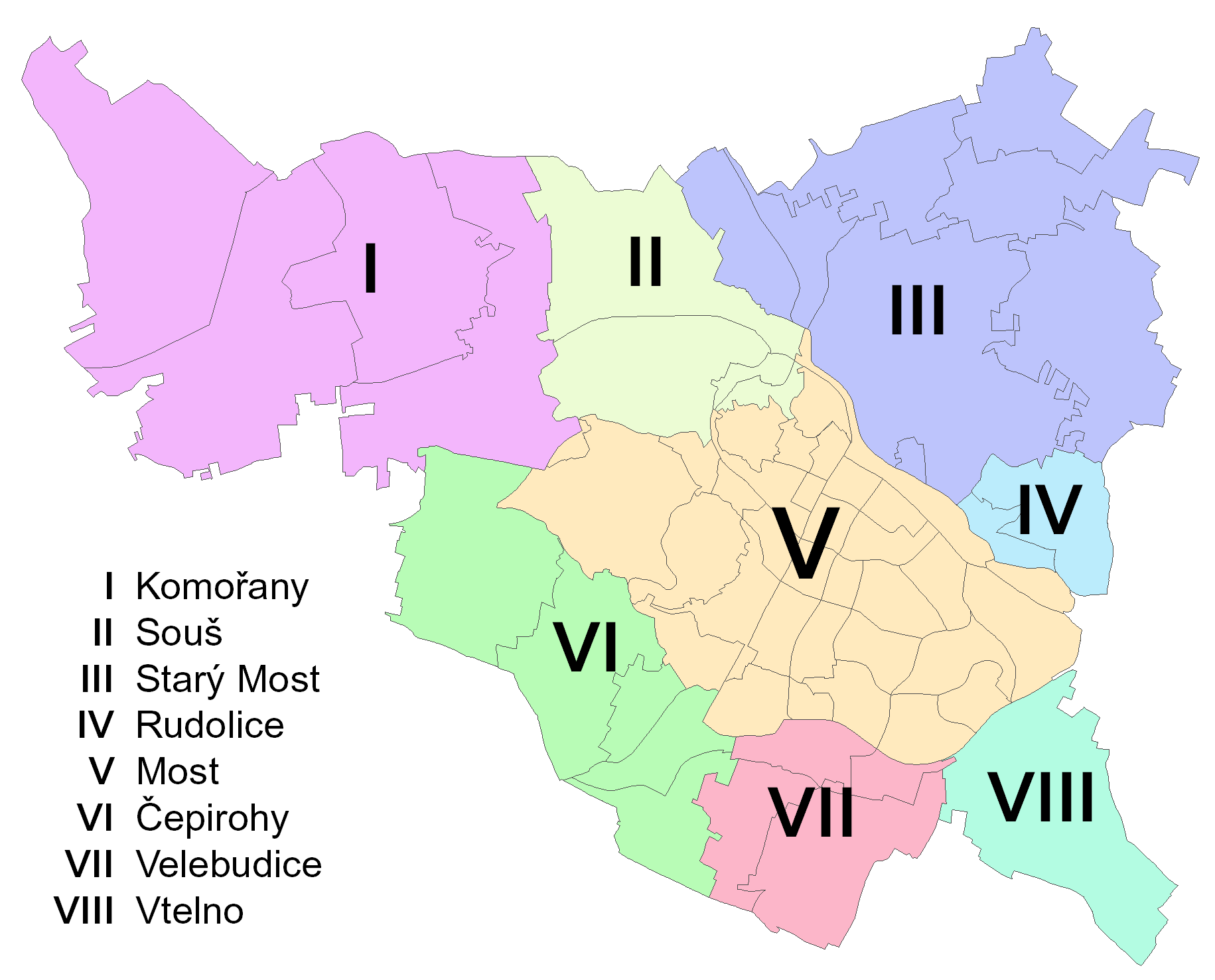
Místní části Mostu

Obec Velebudice se původně rozkládala asi pět kilometrů jižně od starého města Mostu. První písemná zmínka o vsi pochází z roku 1227, kdy Kojata, příslušník významného rodu Hrabišiců, daroval ve své závěti Velebudice svému družiníkovi. V roce 1350 Velebudice patřily k mosteckému hradu a v roce 1507 je jako jejich majitel jmenován Jan z Veitmile, který v té době měl mostecký hrad v držení. Někdy kolem roku 1519 získal ves Bartoloměj zvaný Křen z Velebudic (a poté jeho synové ). Počátkem 70. let 16. století získalo Velebudice město Most a vesnice se stala posléze součástí panství Kopisty až do roku 1848.
Obyvatelé Velebudic se živili především zemědělstvím. Když byl ve druhé polovině 19. století u Velebudic otevřen důl Viktor, našla část obyvatel obživu v hornictví. Na počátku 20. století v obci žilo 142 osob a při sčítání lidu v roce 1930 měla obec 215 obyvatel. Velebudice spadaly do farního obvodu Vtelno a školního obvodu Skyřice.
Po druhé světové válce byl v obci místní národní výbor, který zde fungoval až do roku 1960. V tomto roce se Velebudice staly osadou obce Skyřice.
Vesnice byla v sedmdesátých letech postupně zlikvidována v souvislosti s rozšiřováním Velebudické výsypky a s výstavbou průmyslové zóny na jižním okraji nově vznikajícího města Mostu a její území přičleněno k Mostu.
V průmyslové zóně Most-Velebudice sídlí převážně výrobní podniky, autodílny, výkupna druhotných surovin, Družstvo Jednota, veterinární stanice, regionální televize Dakr, Hasičský záchranný sbor či Technické služby Most. Do roku 2011 zde také fungovala tiskárna Severografia. Také zde sídlí několik školských zařízení. Jsou to Střední škola technická Velebudice, Soukromé střední odborné učiliště Liva, Studijní a výukové centrum Vysoké školy chemicko technologické v Praze a detašované pracoviště Vysoké školy báňské – Technické univerzity Ostrava. Jižně od obce vznikla Velebudická výsypka, která byla posléze rekultivována. Na jejím území se dnes nachází dostihové závodiště Hipodromu Most a od roku 1993 devítijamkové golfové hřiště.

## Obyvatelstvo
Při sčítání lidu v roce 1921 ve vsi žilo 215 obyvatel (z toho 106 mužů), z nichž bylo 75 Čechoslováků a 140 Němců. Většina se hlásila k římskokatolické círvi, pouze tři byli židé a devět dalších bylo bez vyznání. Podle sčítání lidu z roku 1930 měla vesnice 215 obyvatel: 58 Čechoslováků a 157 Němců. Po jednom zástupci měla církev československá a izraelská, sedmnáct lidí bylo bez vyznání a zbývajících 196 patřilo k církvi římskokatolické.
|           | 1869 | 1880 | 1890 | 1900 | 1910 | 1921 | 1930 | 1950 | 1961 | 1970 | 1980 | 1991 | 2001 | 2011 |
| --------- | ---- | ---- | ---- | ---- | ---- | ---- | ---- | ---- | ---- | ---- | ---- | ---- | ---- | ---- |
| Obyvatelé | 147  | 151  | 167  | 160  | 178  | 215  | 215  | 132  | 118  | 210  | 4    | 38   | 58   | 162  |
| Domy      | 16   | 16   | 22   | 22   | 19   | 20   | 33   | 24   | .    | 56   | 1    | 9    | 3    | 3    |

## Seznam ulic
Názvy ulic pocházejí převážně z doby výstavby čtvrti a odkazují proto na průmyslové podniky, které v nich sídlily:
- Dělnická
- K Hipodromu
- Obchodní
- Pekárenská
- Pražská (část)
- Skyřická
- Stavbařů
- Tiskařská